# Hohnstedt (lüneburgisches Adelsgeschlecht)

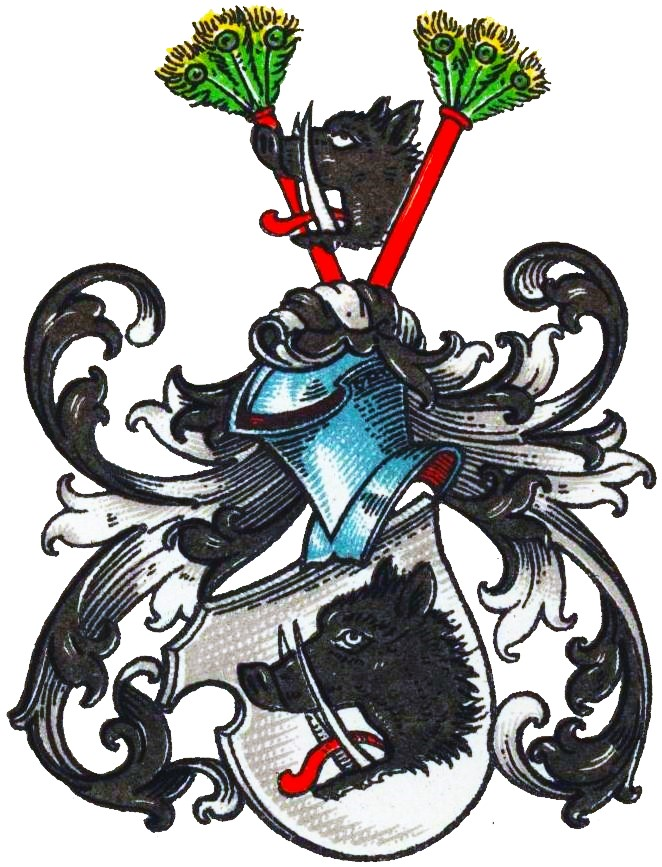
Wappen derer von Honstede im Wappenbuch des Westfälischen Adels (schwarz-silbern)

Hohnstedt (auch Honstedt, Honstede, Hostede o. ä.) ist der Name eines erloschenen niedersächsischen Adelsgeschlechts.
Die Familie ist von dem nichtverwandten wappenverschiedenen mansfeldischen Adelsgeschlecht Hohnstedt zu unterscheiden. Aufgrund ähnlichem Wappens besteht eine Wappenverwandtschaft zu den ebenfalls aus Niedersachsen stammenden Hardenberg.

## Geschichte

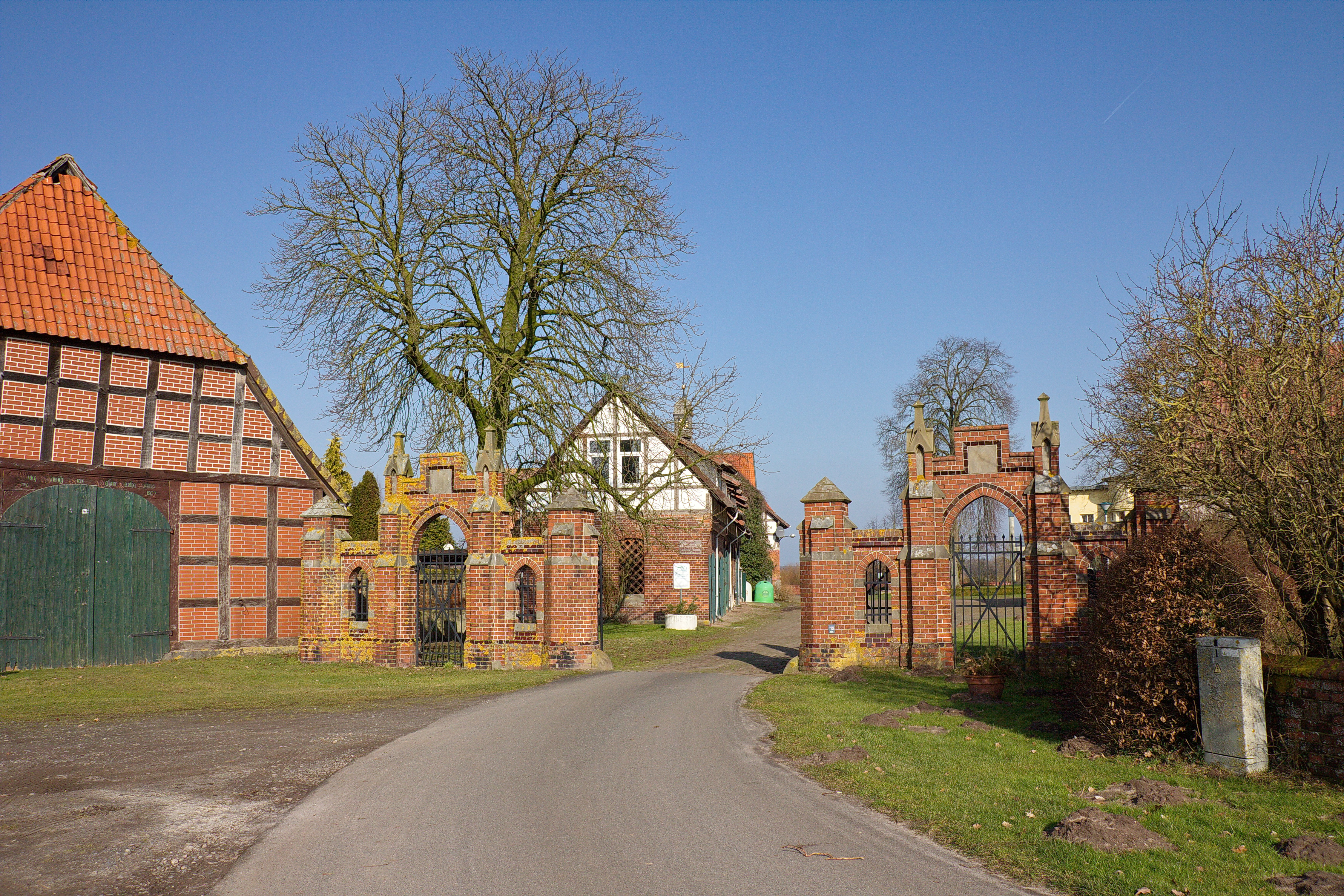
Rittergut Frankenfeld, 2016

Das Geschlecht stammt aus dem Kurfürstentum Braunschweig-Lüneburg. Es kommt schon 1134 und 1333 urkundlich vor.
Besitz hatte die Familie in Broistedt (urkundl. 1660), Donnerhorst (Lüneburg) (1650), Eilte (1777), Frankenfeld (1696–1777), Gilten (1657), Risum (1780–1795), Winsen an der Aller (1650). Im Königreich Hannover gehörte die Familie durch ihren Besitz in Eilte und Frankenfeld zu dem ritterschaftlichen Adel der lüneburgischen Landschaft. Mehrere Familienmitglieder standen in Diensten der königlich-hannoverschen Armee. August Friedrich Carl von Hohnstedt wurde 1851 Capitain im königlich-hannoverschen Garde-Regiment. Adolph von Hohnstedt war 1850 Leutnant in demselben Regiment.
Auch in der Grafschaft Tecklenburg erscheint die Familie.
Letzte Angehörige des Namens und Geschlechts war Emmy von Honstedt (1856–1935), Tochter des August von Honstedt und der Anna Freiin von Bodenhausen, die den Herzogl. Braunschweigischen Kammerrat und Gutsbesitzer Karl August Rudolf Freiherr von Cramm heiratete und Kinder hatte.

## Persönlichkeiten
- August von Honstedt  († 1821), großbritannischer und hannoverscher Generalmajor, zuletzt Kommandeur des 6. Linien-Bataillons der King’s German Legion

## Wappen
Blasonierung der Wappenvariante in Silber-Schwarz: In Silber ein schwarzer Eberkopf. Auf dem schwarz-silbern bewulsteten Helm mit schwarz-silbernen Helmdecken der Eberkopf zwischen zwei schräggestellten Wedeln von drei grünen Pfauenfedern mit roten Handgriffen.
Leopold von Ledebur, Ernst Heinrich Kneschke, Hefner/Grenser/Mülverstedt und Adolf Matthias Hildebrandt berichten von einer anderen Tingierung. Danach zeigt der Schild in Silber einen roten Eberkopf. Die Decken sind entsprechend rot-silbern und die Handgriffe der Wedel silbern. Auf einer Karte des Fürstentums Lüneburg wird der Schild in Gold und der Eberkopf rot dargestellt. Eine weitere Variante findet sich in Siebmachers Wappenbuch. Danach zeigt der Schild in Gold einen schwarzen Eberkopf. Die Decken sind schwarz-golden und die Handgriffe der Wedel golden.

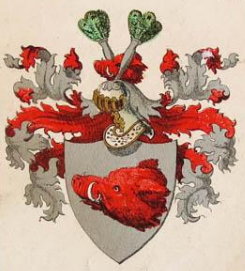
Wappen derer von Honstedt (rot-silbern)
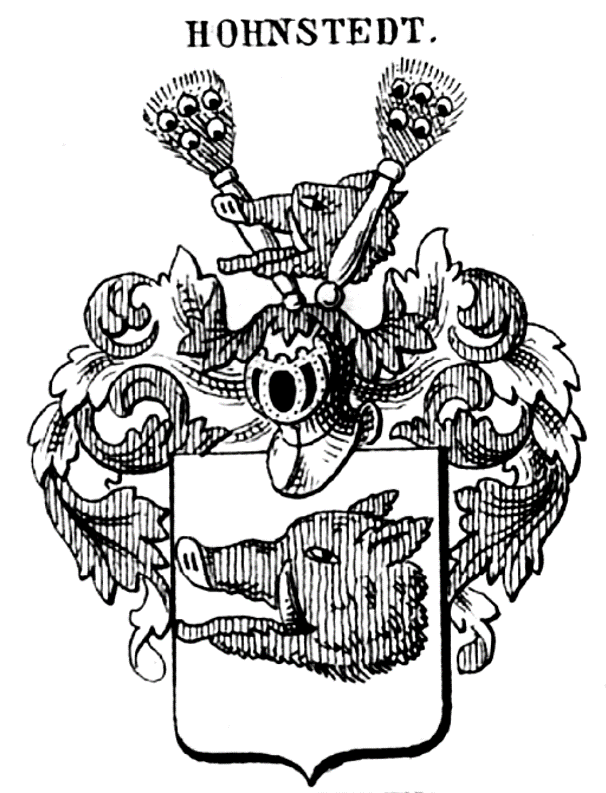
Wappen derer von Hohnstedt in Siebmachers Wappenbuch (rot-silbern)
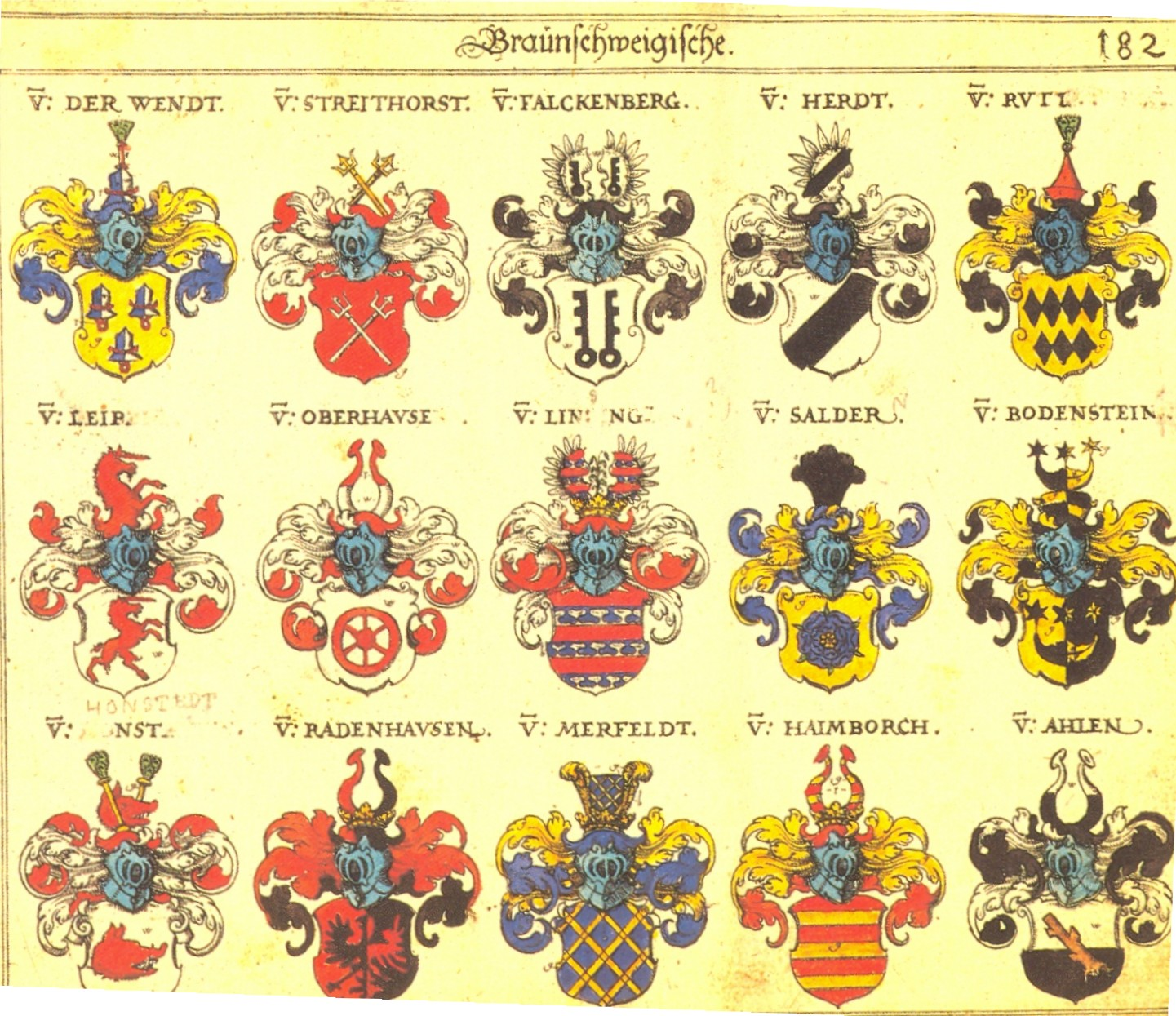
Wappen derer von Hohnstedt in Siebmachers Wappenbuch, Tafel 182 (rot-silbern)
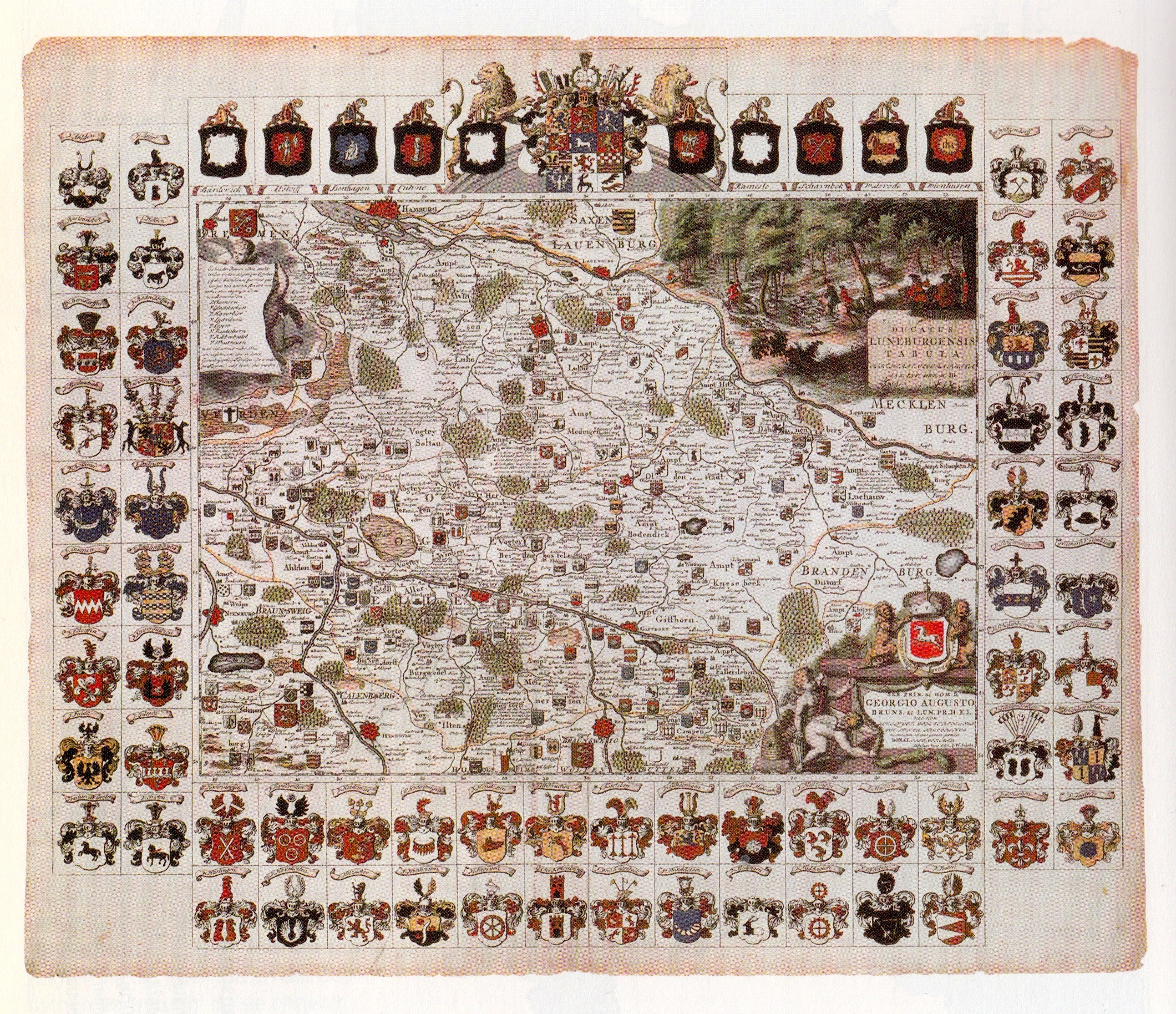
Karte des Fürstentums Lüneburg mit Wappen der begüterten Adelsfamilien (1708) – Hohnstedt in der Mitte der vorletzten Reihe (rot-golden)
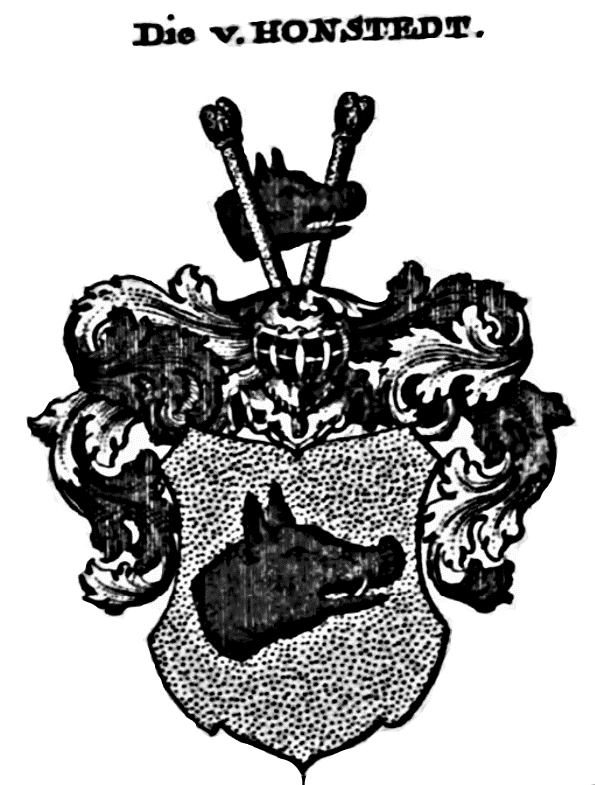
Wappen derer von Hohnstedt in Siebmachers Wappenbuch (schwarz-golden)